# Grabkapelle auf dem Württemberg

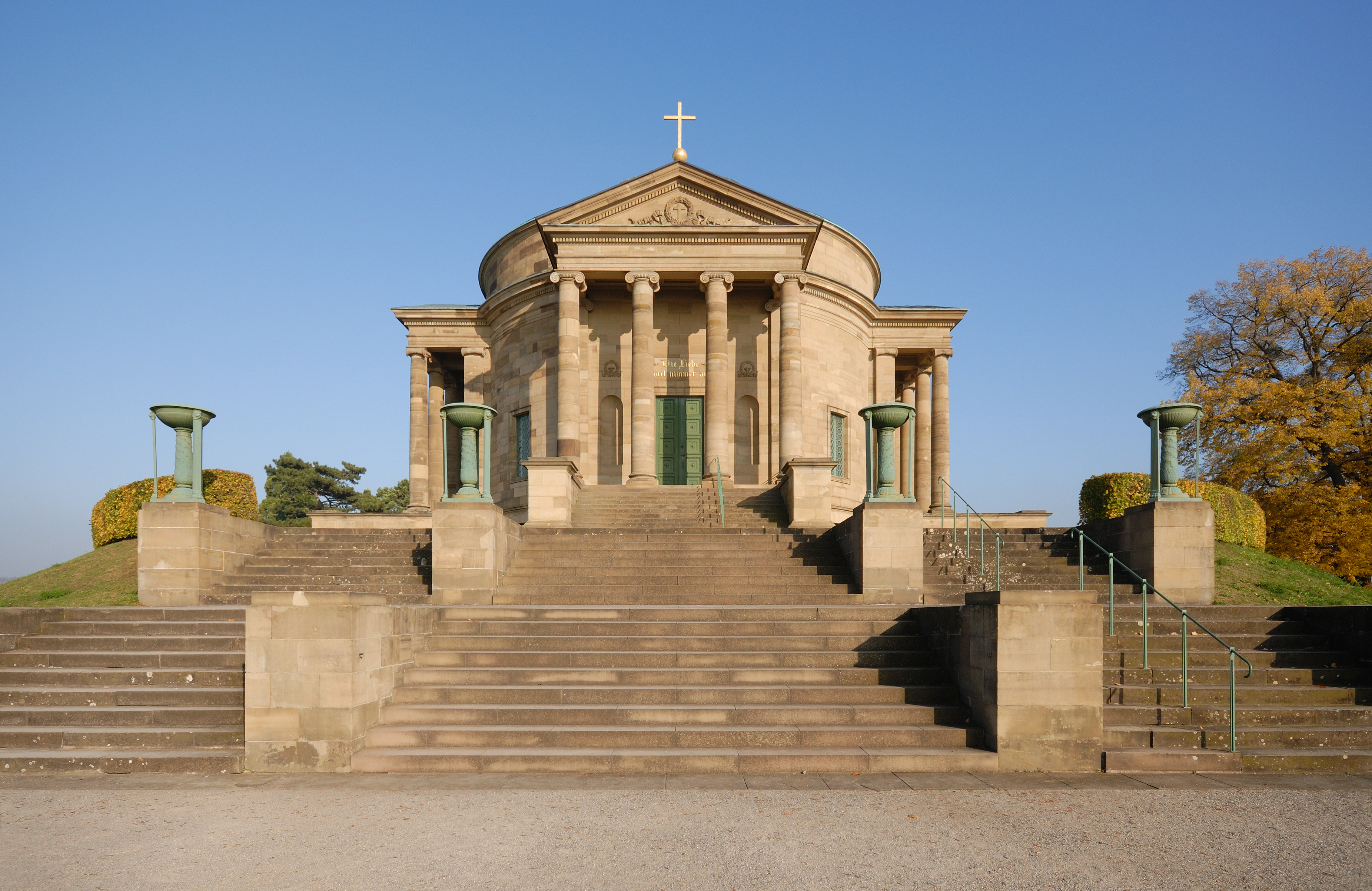
Grabkapelle auf dem Württemberg

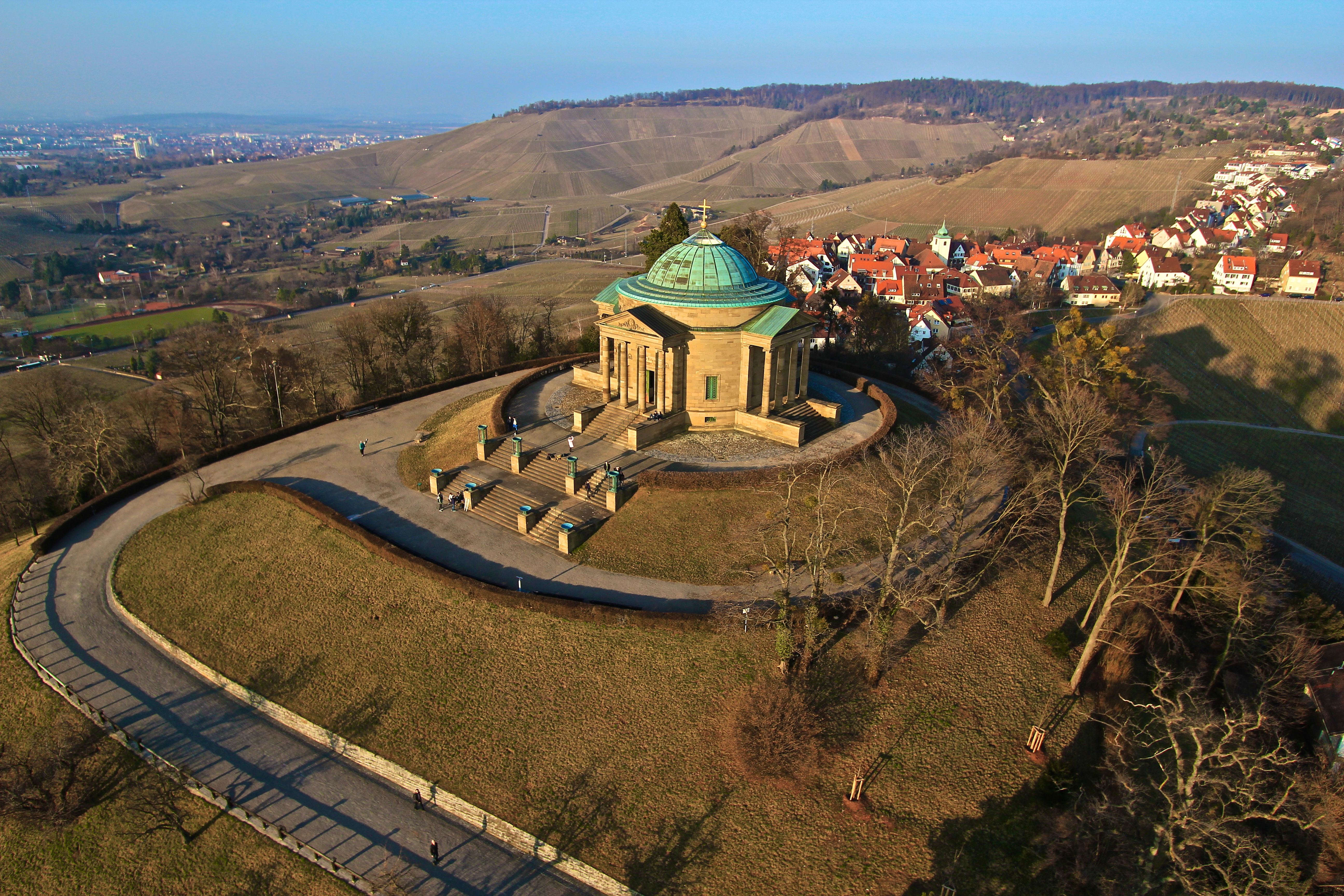
Grabkapelle auf dem Württemberg (Luftaufnahme)

Die Grabkapelle auf dem Württemberg im Stuttgarter Stadtteil Rotenberg ist ein Mausoleum auf dem Gipfel des Rotenbergs, der erst 1907 in Württemberg umbenannt wurde. König Wilhelm I. von Württemberg (1781–1864) hatte es nach dem Tod seiner zweiten Frau Katharina Pawlowna (1788–1819) errichten lassen. Er selbst und die gemeinsame Tochter Marie Friederike Charlotte von Württemberg (1816–1887) sind ebenfalls dort bestattet.

## Geschichte

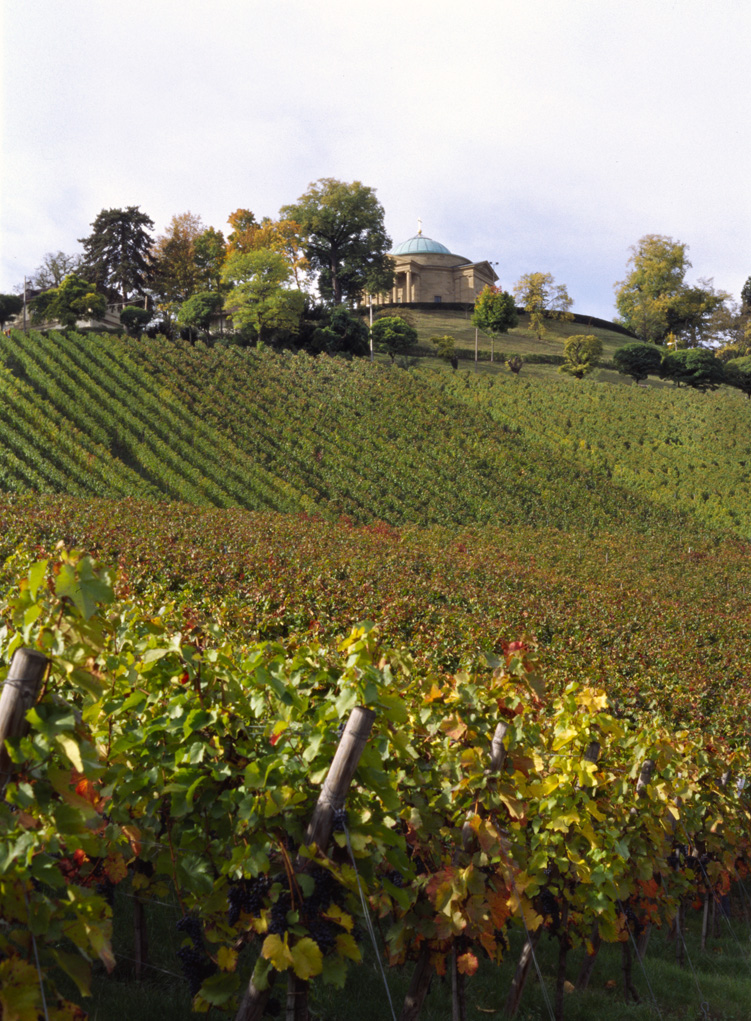
Untertürkheimer Altenberg mit der Grabkapelle

Der Bau entstand in den Jahren 1820 bis 1824 nach einem Entwurf des Hofbaumeisters Giovanni Salucci, nachdem man zuvor die zur Ruine verfallene Burg Wirtemberg, die Stammburg des Hauses Württemberg, abgetragen hatte. Der Weihestein der ursprünglichen Burgkapelle befindet sich als Spolie in der Grabkapelle. Er besagt, dass der Wormser Bischof Adalbert II. die Burgkapelle am 7. Februar 1083 weihte. Der Stein ist das früheste urkundliche Zeugnis für das Herrscherhaus Württemberg.
Die Grabkapelle diente von 1825 bis 1899 als russisch-orthodoxes Gotteshaus. Auch heute findet jedes Jahr am Pfingstmontag ein russisch-orthodoxer Gottesdienst statt.

## Heutige Nutzung
Die Grabkapelle ist vom 1. April bis 30. November für Besichtigungen geöffnet. Sie zählt zu den landeseigenen Monumenten und wird von der Einrichtung Staatliche Schlösser und Gärten Baden-Württemberg betreut.
Neben Führungen und Veranstaltungen wird ein speziell ausgelegtes Mitmachheft angeboten, das Kindern und Jugendlichen den Zugang zur württembergischen Geschichte erleichtern soll.

## Architektur
Die Bauform ist merklich inspiriert von der Villa Rotonda Andrea Palladios. Wie bei dieser stehen bei der Grabkapelle in allen vier Himmelsrichtungen identische Portiken um einen Zentralbau, der dort kubisch, hier zylindrisch ausgeführt ist. Die Kapelle steht frei inmitten der Weinberge über dem Neckartal und ist mit ihren ins Kolossale weisenden Proportionen vollkommen auf die Fernwirkung ihrer exponierten Lage ausgerichtet.
Im Innenraum der Grabkapelle, der etwa 20 Meter hoch ist und einen Durchmesser von rund 24 Metern hat, sind Kolossalstatuen der vier Evangelisten in Wandnischen aufgestellt. Sie bestehen wie die beiden Sarkophage im Untergeschoss aus Carraramarmor und wurden von Hofbildhauer Johann Heinrich Dannecker (Evangelist Johannes), seinem Schüler Theodor Wagner und nach Entwürfen des Dänen Bertel von Thorvaldsen gefertigt. Die Statue des Evangelisten Markus stammt von Bildhauer Johann Nepomuk Zwerger.

## Inschriften

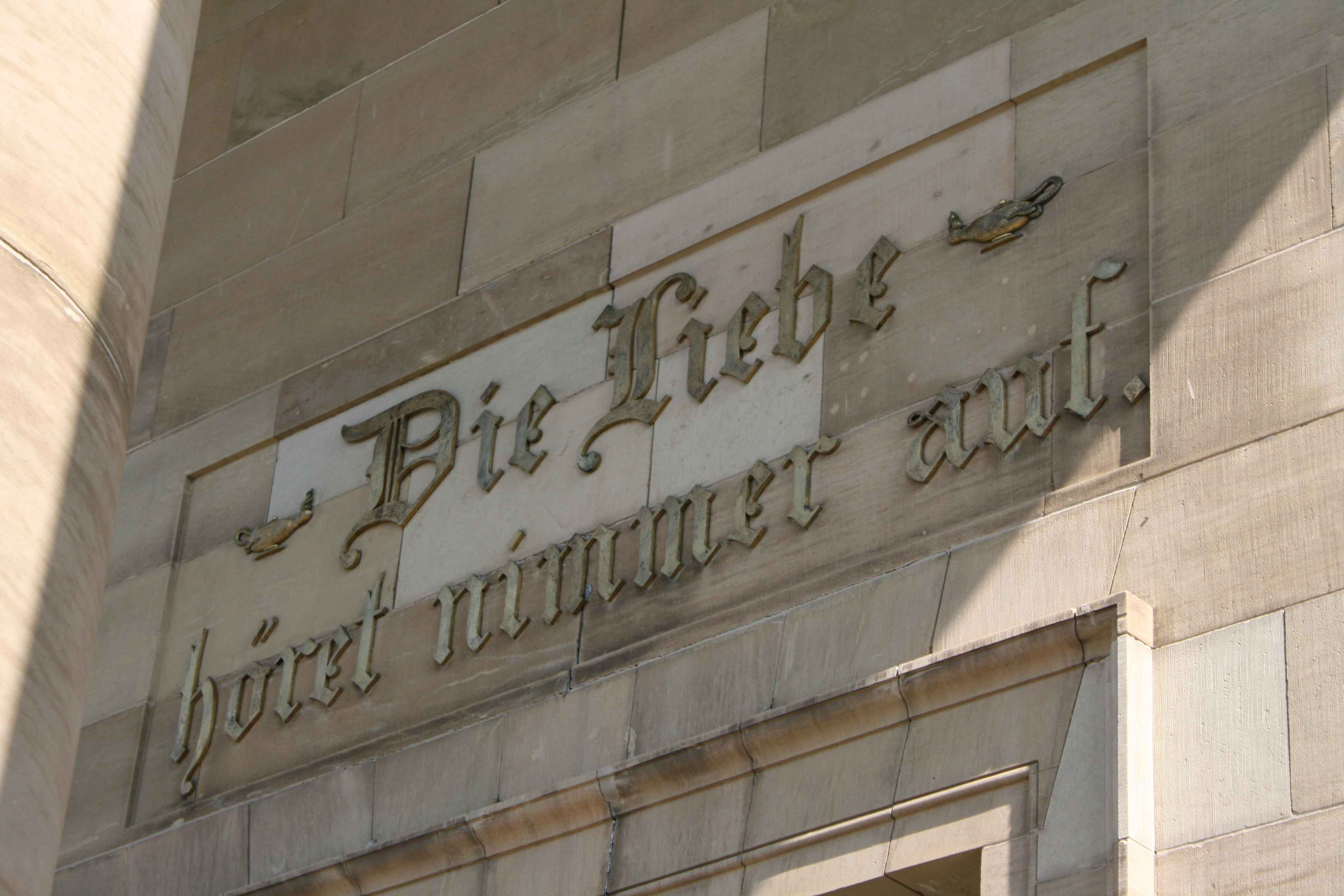
„Die Liebe höret nimmer auf“

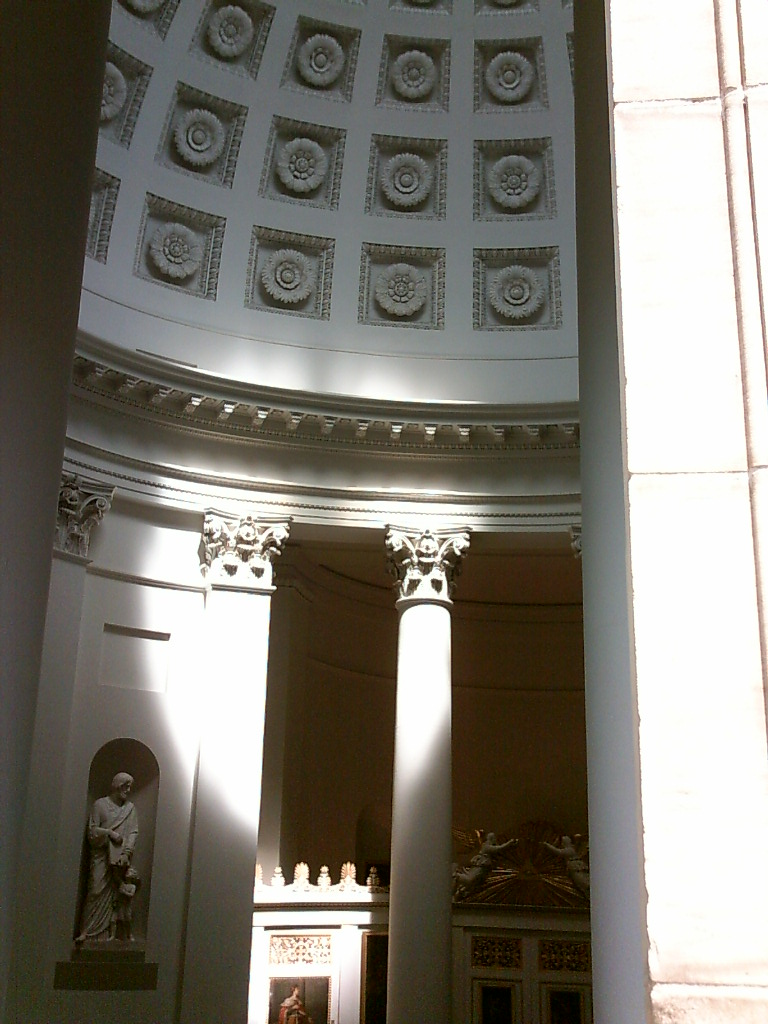
Blick ins Innere

Über dem Haupteingang im Westen steht (1 Kor 13,8 ):

„Die Liebe

höret nimmer auf.“

Auf der Rückseite (Osten):

„Seiner Vollendeten

Ewig Geliebten Gemahlin

Catharina Paulowna

Grosfürstin von Rußland

hat

Diese Ruhestätte Erbaut

Wilhelm

König von Württemberg

im Jahr 1824.“

Auf der Nordseite (Offb 14,13 ):

„Selig sind die Todten, die in dem Herrn

sterben! Sie ruhen von ihrer Arbeit,

denn ihre Werke folgen ihnen nach.“

Auf der Südseite (Ps 68,21 ):

„Wir haben einen Gott der da

hilft und den Herrn Herrn der

vom Todte errettet“

## Fotos

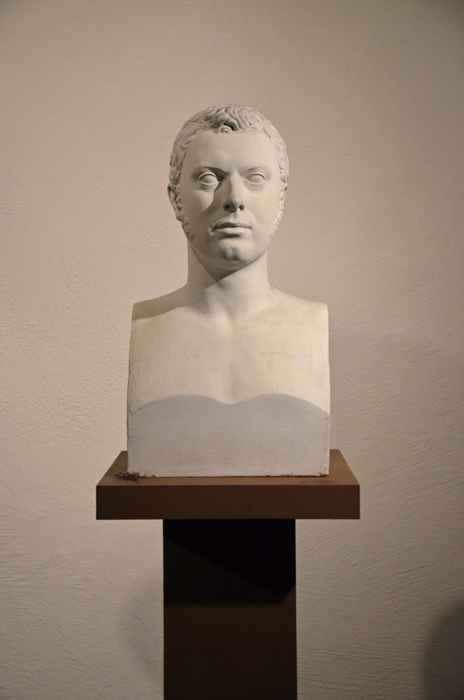
Büste König Wilhelms I. von Johann Heinrich Dannecker
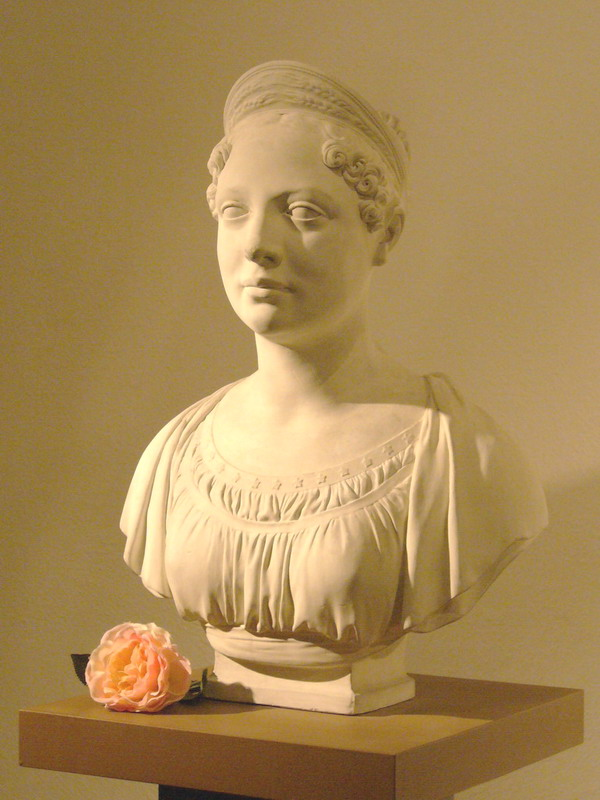
Büste der Königin Katharina von Johann Heinrich Dannecker
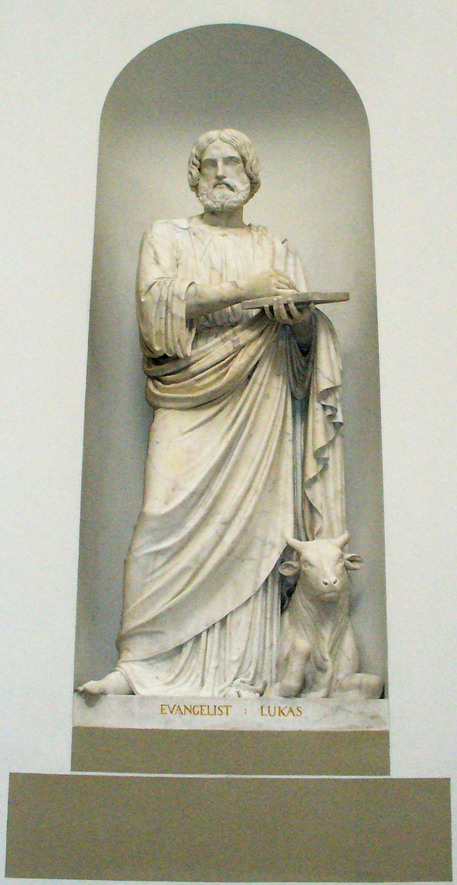
Marmorstatue Lukas
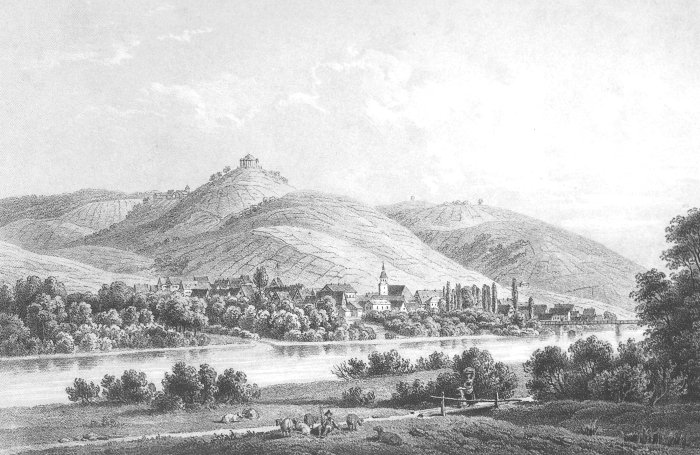
Lithografie Emminger von 1860
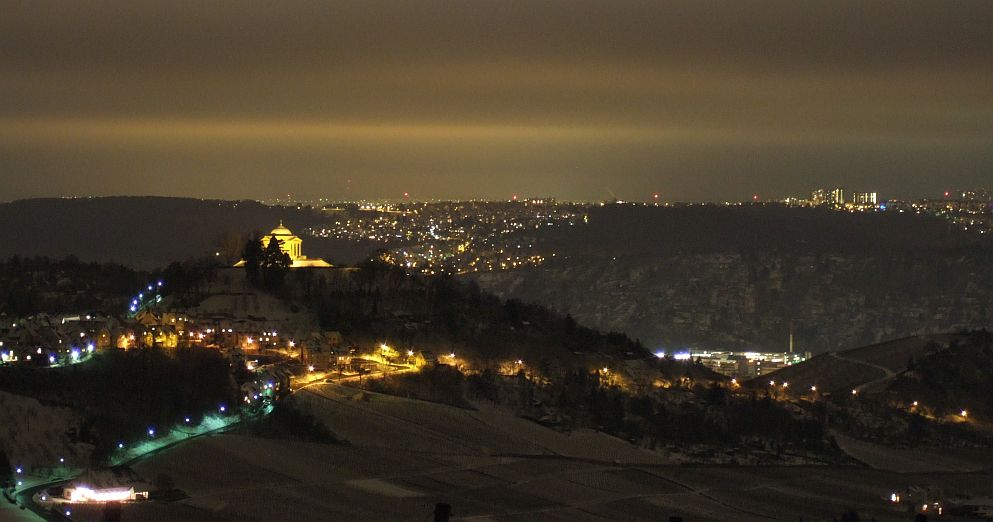
Der Württemberg bei Nacht
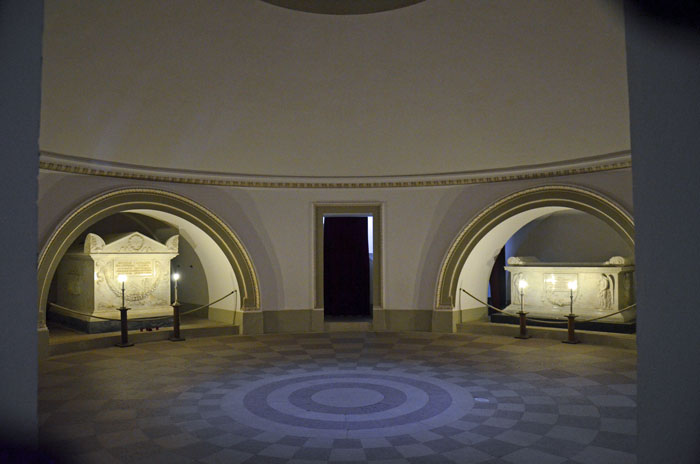
Grabkammer mit Sarkophag
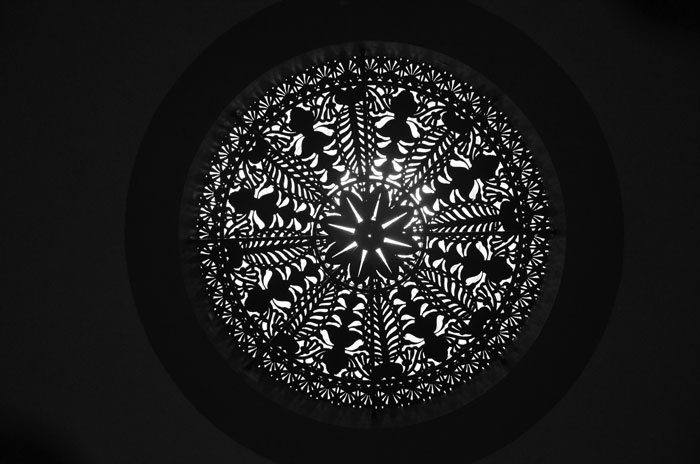
Eisengitter, in Wasseralfingen gegossen
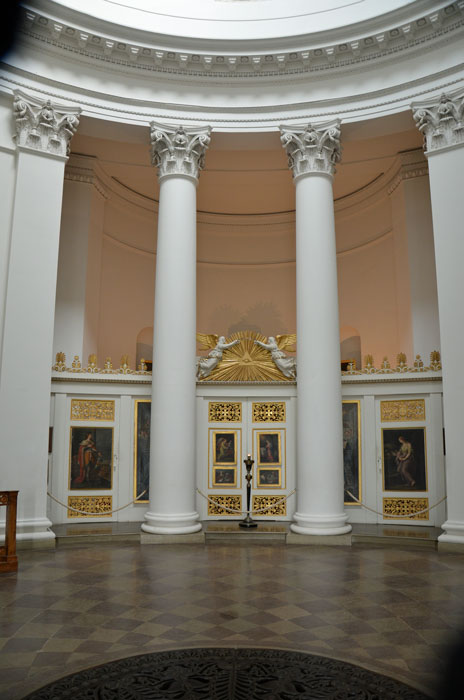
Blick in die Kapelle
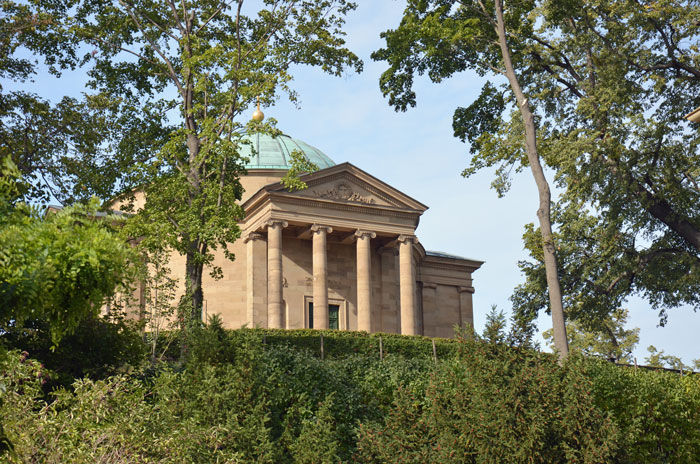
Grabkapelle, Südseite
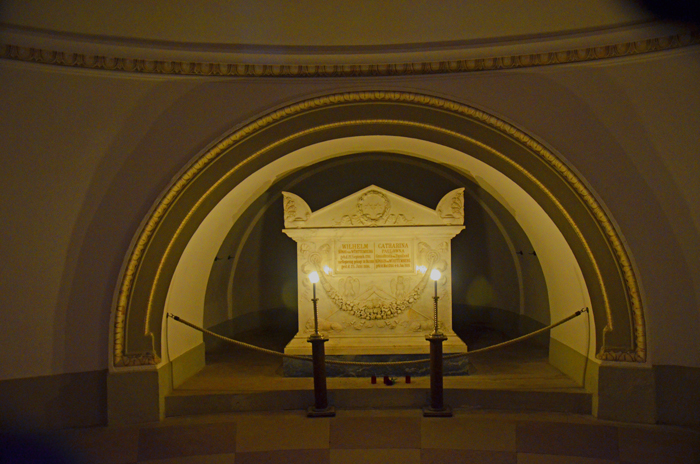
Sarkophag des Königs und der Königin
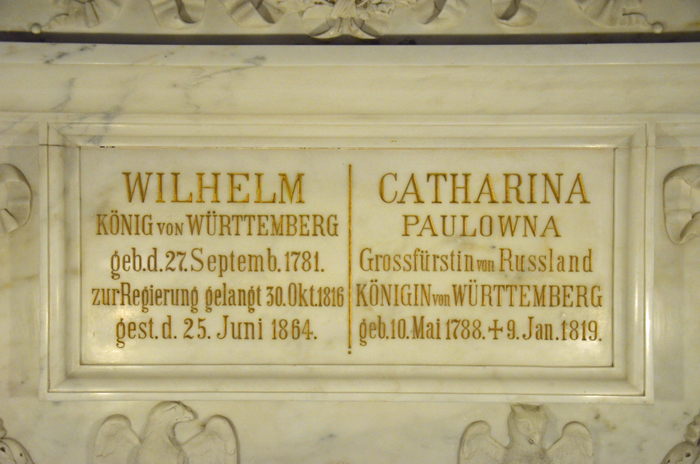
Schrifttafel am Sarkophag
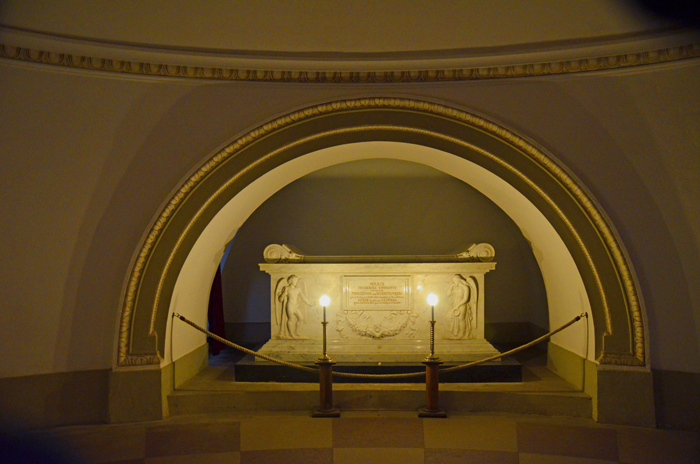
Sarkophag der Königstochter
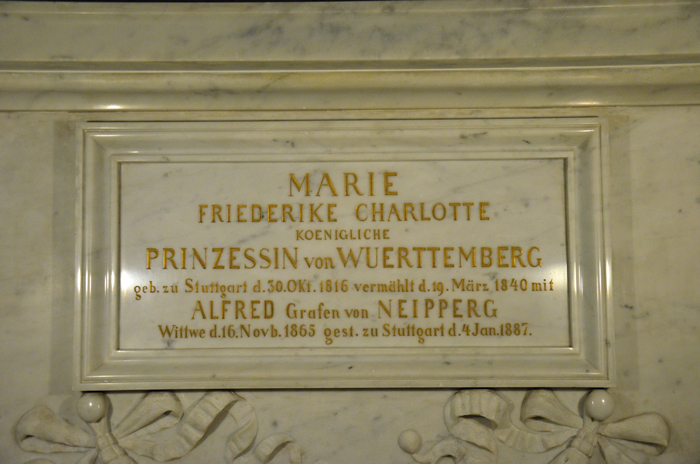
Schrifttafel am Sarkophag
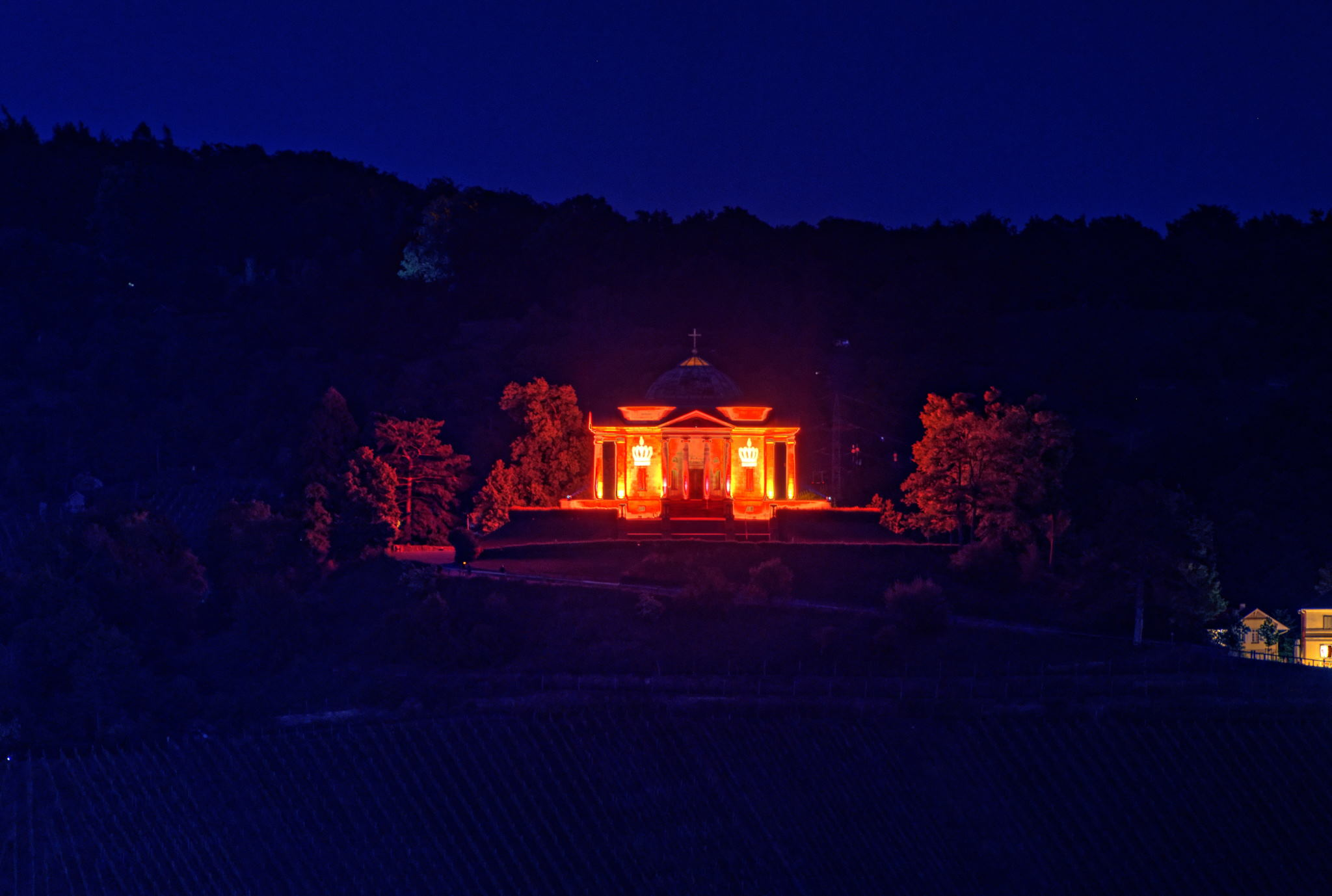
Nächtlich beleuchtete Grabkapelle zum 200-jährigen Jubiläum